# Илюминати
Орденът на илюминатите (от латински: illuminati – просветлени, озарени) е тайно общество, основано в Инголщат, Германия на 1 май 1776 г. от философа Адам Вайсхаупт. През 1785 г. бива забранен в Бавария.
Целта на ордена е била чрез просвещение да се постигне морално възвишаване на човека, което да обезсмисли господството на едни хора над други и да подкрепи половото равенство и образованието на жените. Има многобройни митове и конспиративни теории относно продължилото съществуване и дейност на ордена, които между другото му приписват Френската революция, борбата срещу Католическата църква и стремеж към владеене на света.

## Основаване
Професорът по църковно право и практическа философия на Университета Инголщад Адам Вайсхаупт (1748 – 1830 г.) основава на 1 май 1776 г. с двама свои студенти „Съюзът на перфектибилистите“ (на немски: Bund der Perfektibilitsten, от латински: perfectibilis – способен на съвършенство).
Символът на ордена е бухалът на Минерва, римската богиня на мъдростта. Причина за създаването на такъв съюз е атмосферата в университета – по това време ръководен почти само от бивши йезуити, чийто орден е закрит през 1773 г. с була на папата, която само Германия и Русия отказват да признаят. Тогава 28-годишният Вайсхаупт се чувства изолиран като единствен професор без йезуитско минало. Същевременно той се интересува силно от идеите и ученията на Просвещението. За да защити студентите си от йезуитските интриги, които предусеща навсякъде, и да им улесни достъпа до църковно критична литература той основава „Тайният съюз на мъдростта“ (на немски: Geheimen Weisheitsbund), който първоначално съществува като литературен клуб с не повече от 20 членове. Освен от идеите на просвещението Вайсхаупт се страхува от Розенкройцерския орден, масонски орден придобиващ все по-силни позиции по това време и иска да му се противопостави. Самият Вайсхаупт описва мотивацията си за основаване на обществото в своя труд: „Питагор или Наблюдения върху тайните методи за управление на света“ (на немски: Pythagoras oder Betrachtungen über die geheime Welt– und Regierungskunst):
| „ | Две обстоятелства обаче ме убедиха. През 1776 г. един офицер на име Екер създаде ложа ориентирана към алхимията в Бургхаузен, която беше почнала да се разраства главоломно. Член на тази ложа дойде в Инголщад за да ни отнеме най-можещите ни студенти. Изборът му падна точно върху тези студенти, които и аз исках. Не можех да понеса мисълта, че съм загубил толкова талантливи младежи по такъв начин и на всичкото отгоре привлечени от нелепата идея, че може да се прави злато. След като споделих възмущението си с един от най-доверените си студенти, той ме посъветва и окуражи да използвам влиянието си върху студентите за да прекратя такива инциденти чрез създаването на антидот – основаването на общество. | “ |

Първият подем на ордена е през 1778 г., когато бивш ученик на Вайсхаупт и по-късен управляващ президент на регион Пфалц Франц Ксавер фон Цвак го реорганизира. Вайсхаупт предлага обществото да се прекръсти на „Орден на пчелите“, защото си представя, че членовете ще събират от нектара на мъдростта под управлението на пчела майка. В крайна сметка решението пада върху името „Съюз на илюминатите“ (на немски: Bund der Illuminaten) и впоследствие „Орден на илюминатите“ (на немски: Illuminatiorden). А „Съюзът на мъдростта“ се превръща в таен орден, който вече трудно може да прикрива йезуитските си следи.

## Кратък възход
Реорганизация на ордена започва през 1780 г. след приемането на долносаксонския благородник Адолф Книге за негов член. Дотогава орденът според самият Вайсхаупт още изобщо не е бил създаден, съществувал е само като идея в главата му. Книге струрктурира илюминатите подобно на масонска ложа. Висшето управление се поема от така наречен ареопаг начело с Вайсхаупт и Книге, които ръководят ордена. С тази реорганизация Ордена на илюминатите успява да привлече редица масони и дори да инфилтрира цели ложи.
Този успех идва в контекста на кризата, в която изпадат немските масони след 1776 г., заради провала и разпадането на масонския ритуал, наречен „Стриктно спазване“. Този ритуал се използва от Карл Готхелф фон Хунд и Алтенгроткау за да убеди успешно повечето ложи, че поддържа връзка с „незнайното отгоре“, което му е споделило най-дълбоката тайна на масонството. След смъртта му обаче не се появява и следа от „незнайни същества отгоре“, масоните изпадат в безпомощно състояние и поведението им става объркано. На големия масонски конвент „Стриктното спазване“, състоял се между 16 юли и 1 септември 1782 година във Вилхелмсбад, Книге и Франц Дитрих фон Дитфурт – другият радикално настроен представител на илюминатите, успяват да убедят мнозинството да премахнат тамплиерската система, чието наследство е и ритуалът на „Стриктното спазване“. Розенкройцерите, които се надяват да запазят системата, остават в малцинство. Книге дори успява да убеди Йохан Кристоф Боде, водещ поддръжник на „Стриктното спазване“, в неговата гледна точка.

## Криза и забрана
След този успех броят на членовете нараства бързо, което същевременно води до проблеми – до началото на края. Книге счита, че заслугите му за популяризирането на ордена не са оценени достойно и заплашва в писма да предаде тайните на сдружението на йезуити и розенкройцери. С това си поведение той само захранва съмнението на Вайсхаупт, че Книге превръща ордена в доминирано от абсолютистката висша класа сдружение. Тези съмнения не остават съвсем безпочвени, тъй като към ордена се присъединяват принц Карл фон Хесен, Фердинанд фон Брауншвайг, херцог Ернст фон Заксен-Гота и Карл Аугуст от Заксен-Ваймар. Специално последният и неговият таен съветник Гьоте стават членове единствено с цел разучаването на ордена.
Вследствие на това противопоставянето между Книге и Вайсхаупт се изостря до такава степен, че се появява риск от разпадане на ордена. Затова през февруари 1784 г. е свикан така наречения „конгрес“ (на немски: Congress) – арбитражен съд във Ваймар. Изненадващо за Книге конгресът, в който участват и Гьоте, Йохан Готфрид Хердер и херцог Ернст фон Заксен-Гота отсъжда, че трябва да бъде избран изцяло нов ареопаг. Двете водещи личности в ордена са приканени да се откажат от постовете си. Това е само привидно балансиран компромис. Тъй като е можело да се предвиди, че основателят и без официален пост ще има силно влияние в ареопага, решението означава ясна загуба за Книге. След като двете страни се разбират да не се изказват за случващото се и да засекретят всички документи, на 1 юли 1784 г. Книге напуска Ордена на илюминатите. По-късно се изказва против „модната глуповатост“ (на немски: Mode-Thorheit) чрез тайни сдружения да се правят опити за подобряване на света. Вайсхаупт от своя страна предава водещата позиция в ордена на Йохан Мартин Граф цу Щолберг-Росла.
Покрай вътрешните си раздори тайните общества привличат вниманието на баварските власти. Властващите по това време се притесняват от просветителните цели на тези тайни ордени, целящи чрез инфилтрация на администрацията да променят обществения и социален ред и да създадат „рационална държавност“ (на немски: Vernunftstaat). Следователно всички общества, съюзи и сдружения, които са основани без разрешение от властващите биват забранени от баварския курфюрст Карл Теодор на 22 юни 1784 г.
На 2 март 1785 г., след натиск от страна на Патер Франк, канцлер фрайхер Фон Крайтмайър, розенкройцерския фрайхер Фон Тьоринг и други придворни, е издаден нов указ изрично забранявайки илюминатите и масоните като предателски и антирелигиозни организации. При домашни обиски биват конфискувани документи на ордена, от които излизат още доказателства за радикалните му цели. От други документи, намерени при мъртъв пощальон, властите извличат имената на редица членове. В същата година папа Пий VI обявява в две писма от 18 юни и 12 ноември до епископа на Фрайзинг, че членството в ордена е несъвместимо с католическата вяра.
Преследванията на членове на ордена, вследствие забраната му, са умерени. Стига се до домашни обиски и конфискации, някои придворни съветници и офицери губят постовете си и няколко членове са изгонени от страната, но никой не е затворен.  Самият Вайсхаупт, за когото не е било известно, че е основател на ордена, е заподозрян, но избягва след ултиматум да се признае за католик. Първо се установява в свободния град Регенсбург, а през 1787 г. се мести в Гота, където херцог Ернст го назначава на синекурна длъжност.
През април 1785 г. граф Щолберг-Росла обявява ордена за суспендиран, сиреч врменно преустановил действията си. Боде използва това обстоятелство за да продължи сам да води дейността на сдружението. Така той опитва да създаде нови ордени, които да поемат дейностите и членовете. Отказва се през 1790 г. поради силните антиилюминатски настроения в Бавария с настъпилото революционно време. В изследователската литература се приема, че това е окончателното разпускане на Ордена на илюминатите.
На 16 август 1787 г. следва трета, по-строга забрана, която заплашва със смъртна присъда набирането на членове за Ордена на илюминатите и Масонския орден. Това показва, че сред политическия елит продължават да кръжат слухове за продължаващо съществуване на илюминатите.
Всичките тези действия сами по себе си водят до истерия на тема илюминати, подклаждайки страха на етаблираните висши класи от радикални тайни сдружения. Опасенията от илюминатите се сливат със страха от якобинците след Френската революция. Това води до нова, още по-масова истерия сред управленските среди. В този контекст баварският държавен министър Максимилиан Монжела, самият той бивш илюминат, при назначаването му 1799 г. и отново през 1804 г., забранява всякакъв вид тайни сдружения. Колко силно немската общественост е била обзета от мистериозни обяснения и мистификации на тема Френска революция може да се разпознае по литературните произведения от това време. Няколко по-известни примера за такива произведения са Der Geisterseher (1787/89 г.) на Шилер, Die unsichtbare Loge (1793 г.) на Жан Пол, както и Der Groß-Cophta (1792 г.) и Wilhelm Meisters Lehrjahre (1796 г.) на Гьоте.
В днешни дни единственото, което напомня за съществуването на Ордена на илюминатите, е паметна плоча върху сградата, в която е била залата за събрания на сдружението. Тя се намира на адрес: „Терезиенщрасе“ 23, (Theresienstraße 23) в пешеходната зона на Инголщат.
Някои днешни изследвания, позоваващи се на колекцията документи завещани на Стокхолмската ложа от Ернст II фон Заксен-Гота-Алтенбург, стигат до извода, че орденът е продължил да съществува в Тюрингия. Не е намерено доказателство за събитие, на което орденът да е разпуснат.

## Цели
Идеологията на Ордена на илюминатите е просвещението. Целта му е да подобри и перфектционизира света и членовете си (от там и името перфектибилисти). Вайсхаупт пише в 1782 г. в речта си към новопостъпващите членове:
| „                                                                                     | Който иска да разпространява всеобща свобода трябва да разпространява и всеобщо просвещение. Просвещение обаче не означава познание на думи, а конкретен опит. То не означава боравенето с абстрактни, спекулативни и теоретични постановки, които звучат надуто, но не правят сърцето по-добро. | “ |
| Адам Вайсхаупт, реч адресирана към новоприетите (на лат. Illuminatos dirigentes) 1782 | |   |

Средството към свободата за Вайсхупт следователно е образованието. Но не повърхностно предаване на знание, а най-вече моралното, сърцато образование. Такъв вид образование трябва да помогне на човека да е господар сам на себе си, което би попречило на деспотични и духовни владетели, като свързаните с абсолютизма принцове и католическата църква, да властват над него. „Нравственият режим“ „Sittenregiment“ следователно е предпоставка за създаването на свободно и равно общество без принцове и църква – либертарна утопия доближаваща се до анархизма.
За разлика от войнстващите анархисти през ХІХ век илюминатите вярват, че могат да постигнат целта си – общество без подтисници, по мирен начин. Както самият Вайсхаупт обяснява в горе цитираната реч – той вярва, че историята е на негова страна и се позовава на мислители като Йоахим фон Фиоре, описвайки философията на историята в три епохи. В детството на човечеството не са съществували подтисничество, собственост или стремеж към власт. Тези неща се появяват чак в епохата на „младостта“ със създаването на първите държави, при които с времето деспотизма все повече се засилва. Именно този деспотизъм предизвиква желанието за завръщане към изгубения рай – времето без власт и владетели. Самият Вайсхаупт пише, че „деспотизмът е средство за улесняване на пътя към свободата“. В „зрялата си възраст“ човекът ще отсрани по мирен начин деспотизма, воден от желанието си за свобода, просвета и от придобитото чрез нея самообладание. Да се разпространи именно тази просвета и човечеството да се завърне в „прехвалената страна“ е задачата на „тайните училища на мъдростта“, която Вайсхаупт вижда в следването на традицията от старохристиянството към масонството. Масонските ложи по това време вече са били неполитически, но служат на илюминатите за прикритие. В крайна сметка ще дойде „епохата на упадъка“ и ще започне нов цикъл.
В този поглед върху човешката история се смесват две противоположни вярвания – средновековен хилиянизъм и антично пророчество за изкуплението на света, включително препоръка как то може да бъде сбъднато чрез лично действие. Вайсхаупт изрича две парадоксални послания. От една страна проповядва квиетизъм, който отнема отговорността на членовете на ордена за развитието на историята. Същевременно изисква от тях активност, която да подкопае съществуващата система на управление. Основателят на ордена никога не изяснява кой от двата аспекта счита за по-важен. Вместо това повтаря, че деспотизмът ще се самоунищожи, следвайки собствената си логика и едновременно потвърждава, че илюминатите чрез самото си съществуване и действия работят за премахването на автократичните управления.
Краят на абсолютистичните системи не трябва да се преследва по революционен път, а със заемането на все повече и по-важни ключови позиции в управлението на държавата. Така стъпка по стъпка властта трябва да премине в ръцете на ордена. Последният стадий на утопията, след успешното овладяване на властта, не е описан от Вайсхаупт. Въпросът тук е дали държавата да бъде премахната изцяло или просто да бъде водена от илюминатите, като перфектни и просветени владетели.

## Организация
Илюминатите са били едни от множеството тайни общества и клубове, типични за процеса на формирането на модерното общество по време на Просвещението, както е описано от Юрген Хабермас в неговата теория за структурната промяна на обществото. Докато в предмодерните общества социалната активност се проявява в и около Църквата или като придворен живот, то по това време изникват много литературни и благотворителни дружества, масонски и розенкройцерски ложи, както и тайни общества, които дават шанс за събиране на хора от различни класи в една по-изравнена среда.
Разликата при Илюминатите в тези нови форми на общуване е, че те имат ясно изразена политическа програма, докато при масоните се гледа с неодобрение на религиозни, конфесионални или партийно-политически спорове. Също така масоните не крият членството си и следователно не са тайно сдружение. Илюминатите копират масонски структури като ложите и степенната система, но не стават част от самото масонство и не участват в общодържавните организации и ложи на масоните.
С цел по-лесно инфилтриране, Книге създава илюминатска структура, приближена максимално до тази на масоните, като придава на всяко ниво и позиция творческо звучащи имена, ритуали по инициация и „тайни“. Училището за новаци (на немски: Pflanzschule, буквално „разсадник“) има за цел да въведе неопитни членове в системата на ложите и тайните общества. Тази школа се състои от чиновете новак (на немски: Novize,) минервал (от римската богиня на мъдростта Минерва) и илюминатус минор (от латински – „малък просветен“). В „класът на зидарите“ (на немски: Maurerklasse), заимстван от масоните, има чиновете чирак, калфа, майстор, илюминатус мажор и илюминатус регенс (от латински за „старши просветен“). За най-висшия ешелон на ордена е замислен т.нар. „клас на мистерията“ (на немски: Mysterienklasse в която фигурират позициите свещеник, регент, магус (на лат. „магьосник“) и рекс (на лат. „владетел“). Правилник и ритуали за този клас обаче не биват създадени за краткото съществуване на ордена.
Също така част от въздействащата мистификация е практиката всеки член да получава псевдоним при иницияцията си. Тези имена не са от христниянски произход или поне не са ортодоксални. Самият Вайсхаупт приема символично името на античния войвода на робите Спартак, Книге е Фило – еврейски философ, а Гьоте получава името Абарис, който е бил скитски магьосник. В географските понятия също се налага използването на тайни имена. Мюнхен е Атина, Тирол е Пелопонес, Франкфурт е Едеса и Инголщад става Елеусис. Дори за датите се използва нов, таен календар с персийски имена на месеци, който започва с година 632.
Новите имена на членовете допринасят за равнопоставеността на илюминатите. Тъй като първите две нива се познават само и единство с псевдонимите си, е било невъзможно да се каже кой е благородник, кой професор, кой студент и кой кръчмар. Освен това, имената играят роля и в учебната програма, която е задължителна за членовете. Всеки илюминат трябва редовно да дискутира научни и философски теми с кръстника си. Също така получава от по-висшите си братя месечен списък с книги и документи, които трябва да прочете. В по-висшите чинове литературата е предимно на темите просвещение и деизъм. Друго задължение е да води протоколи за интелектуалното си и морланто си развитие. Тези се проверяват от по-висшите братя и ако записките не са задоволителни, илюминатът получава наказателно писмо.
Въпреки равнопоставеността вътре в даденото ниво йерархията между отделните нива е много ясно изразена. Това се вижда още при клетвата, в която всеки новоприет трябва да се закълне във
| „ | вечно мълчание в неоспорима лоялност и подчинение пред всички по-висши в ордена. | “ |

Към строгата йерархия се прибавя и езотерична структура като така новите членове съзнателно биват подвеждани за истинските цели на ордена. В първите нива на членство се обяснява, че сдружението в никакъв случай не иска да
| „ | подкопае светските и духовните правителства или да участва във властта. Ако сте се присъединили с такава представа или очакване, значи сте се излъгали. | “ |

Това е чиста лъжа. В най-висшите чинове на ордена, където членът научава „най-голямата тайна“,
| „ | която е толкова мечтана, толкова често безуспешно търсена. Изкуството да управляваш хората, да ги водиш към доброто и да се позоваваш на всичко, за което те досега само са мечтали, което е било достъпно само за най-просветените. | “ |

Най-дълбоката тайна на илюминатите следователно е собствената им морална система на управление, която вече се практикува в самия орден и сега трябва да бъде приложена и извън него.
Този вид заблуждаване на членовете от по-ниските рангове пробужда критика в самия орден. Причината за тази политика е целта на Вайсхаупт индивидът да се перфекционира чрез стимулация и самообучение и чрез скрито насочване и водене. Узнаването на всичките му тайни се счита за предпоставка за постигането на тази цел. Това схващане Вайсхапут като че ли заимства от най-големите си врагове, йезуитите, които предпазливо, но ефективно водят човека чрез сляпа покорност и инструмента на изповедта. Изследователят на илюминатите Агетен смята, че орденът остава в едно диалектическо заплитане с противниците си: За да еманципира индивида от духовното владетелство на църквата, той използва йезуитски практики. За да се подпомогне развитието на просвещението и разумът се прилага кастова система с мистични елементи, напомняща на ирационализма на розенкройцерите. В името на освобождаването на човечеството от деспотизма на князете и кралете, членовете му са подчинени на тоталитарен контрол и психологически техники.

## Членство
Илюминатите постигат съществен успех в началото на 80-те години на ХVІІІ век, когато орденът наброява 1500 до 2000 членове в 70 различни града. Една трета от тях са същевременно масони. Опорни точки на членската маса са Бавария и тюрингските Ваймар и Гота. Извън немската империя има доказателства за илюминати единствено в Швейцария.
Социалният историк Еберхард Вайс изследва на случаен принцип социалната структура на ордена и стига до извода, че около една трета са благородници и 12 процента свещеници. Почти 70 процента от членовете имат академично образование, относителното участие на занаятчиите е доста по-високо от това на търговците – 25 срещу 10 процента. Преобладаващото мнозинство в ордена работи в или за държавната администрация. 75% са чиновници, офицери или заемат други държавнически постове. Имайки предвид, че целта на илюмининатите е да подкопаят абсолютистичната държава, тези данни не са учудващи. Самият Вайсхаупт гордо споделя през 1787 г., че една десета от баварската висша администрация са техни членове. Най-очевиден е този успех в баварския цензурен колегиум, който до намесата на курфюрста през 1784 година е съставен почти само от илюминати. Поради това официална политика става забраната на всякакъв вид църковни писания, включително молитвеници, като същевременно се подпомага просветителската литература.
Този временен успех не може да скрие, че орденът е съставен главно от второстепенни академици, които може би именно с цел кариера са се присъединявали към него. Същинската цел – елита на обществото да бъде съставен от илюминати, не бива постигната. С няколко изключения (Гьоте, Хердер и Книге), другите значими фигури на немския ренесанс остават извън ордена (Шилер, Кант и Лесинг) или бързо напускат, след като виждат закоравелите структури. За реално застрашаване на баварската държава не може да се говори.

## Митове и теории на конспирацията
Все още кръжат конспиративни теории, според които илюминатите продължават да съществуват и след забраната им в Бавария и са отговорни за редица случващи се неща, които, според разпространяващите тези теории, са негативни.
Един от най-популярните митове е, че илюминатите са повлияли върху създаването на САЩ и извоюването на независимостта, макар исторически да е невъзможно това да е било така (американската война за независимост започва през 1775 г., преди основаването на илюминатите).
Друга популярна конспиративна теория е, че илюминатите са виновни за Френската революция. Това съдбоносно съмнение е публикувано за пръв път през 1791 г. от френкия свещеник Жак Франсоа Лефранк в книгата му „Вдигнатият воал за любопитните или тайните на революцията – за помощта на масоните“ (на френски: Le voile levé pour les curieux ou les secrets de la Révolution révéles à l’aide de la franc-Maçonnerie). Разпространяването на този мит обаче се дължи на двама автори, които малко след раволюцията публикуват обширни творби за нейните причини. Френският бивш йезуит Абе Баруел и шотландският учен Джон Робисон се опитват независимо един от друг да докажат, че не продължителното потискане на третото съсловие, пропадналата реколта от предишната година или разпространението на идеалите на просвещението и лошото справяне с кризата от страна на Лудвик ХVІ са довели до революцията, а именно илюминатите са отговорни за нея. За да докажат тезата си те назовават следните аргументи:
- Първо – почти всички водещи революционери са масони. Тук обаче не се прави разлика между масони и илюминати, което е погрешно.
- Второ – малко преди революцията във Франция наистина се открива масонска ложа, наричаща се подобно на ордена на Вайсхаупт Лез Илюмине (на френски: Les Illuminés). Съвсем в началото на дейността си тази ложа е прекалено малка и без каквито и да било връзки. Освен това е по-скоро ориентирана към мистиката отколкото към радилканата просвета проповядвана от Книге.
- Трето – известно е, че Йохан Кристоф Боде през 1787 г. е пътувал до Париж. Престоят му трае от 24 юни до 17 август и е с цел посещение на масонски конвент, който при пристигането му вече е бил приключил.

Въпреки че е лишена от всякакви доказателства, тезата проповядвана в творбите на Баруел и Робисон, че илюминатите са отговорни за Френската революция, води до тяхната известност. В немскоезичните държави консервативното списание Ойдемония (1795 – 1798 г.) на немски: Eudämonia популяризира тази идея.  Такива конспиративни тероии не престават да фасцинират дясноекстремистки и нацистки публицисти и групировки. Някои популярни защитници на това обяснение са Неста Уебстър, известната английска фашистка и теоретичка на конспирациите през 20-те години на ХХ век, американската Джон Бирч Сосайъти и американския християнски проповедник Пат Робъртсън.
Една от причините за това, че все още съществуват конспиративните теории свързани с илюминатите е, че след тяхната забрана няколко окултни групи и групички се опитват да се представят като скрити гнезда на ордена преживели десетилетия наред, пазейки съществуванието си в дълбока тайна. През 1896 г. например историкът Леополд Енгел основава „Световният съюз на илюминатите“ на немски: Weltbund der Illuminaten, който сам си приписва наследството на ордена на Вайсхаупт. През 1929 г. този съюз се изтрива от берлинския регистър на сдруженията. Други общества, които се опитват да възродят наследството на илюминатите са създаденият през 1912 г. „Ордо темли Ориентис“ или през 1978 г. „Илюминатите от Танатерос“. Те обаче нямат нищо общо с рационалистично-просветителски насочения орден на Вайсхаупт, Боде и Книге.

## Изследователи на Ордена на илюминатите
Джон Робисън, шотландски физик и натурфилософ, през 1797 г., 8 години след началото на Френската революция, обнародва книгата си Доказателства за тайния заговор срещу всички религии и правителства на Европа, в която обвинява свободните зидари (freemasons) и Ордена на илюминатите в подстрекателство на Френската революция. Самият Робисън е бил свободен зидар, но по това време в свободнозидарските среди има разкол (1753 г.), който ги разделя на континентални и англо-саксонски свободни зидари. По-голямата част от сведенията си Робисън получава от бенедектинския черноризец Александър Хорн, който по времето на Френската революция е таен агент във Франция.

### XVIII век
- (1797) Proofs of a Conspiracy Against all the Religions and Governments of Europe, carried on in the secret meetings of Freemasons, Illuminati and Reading Societies. Robison, John.[13]
  - (1797) Proofs of a Conspiracy Against all the Religions and Governments of Europe, carried on in the secret meetings of Freemasons, Illuminati and Reading Societies. Robison, John. 2nd ed. London, T. Cadell & W. Davies.
  - (1798) Proofs of a Conspiracy Against all the Religions and Governments of Europe, carried on in the secret meetings of Freemasons, Illuminati and Reading Societies. Robison, John. 3rd ed. Philadelphia, T. Dobson & W. Cobbet.
  - (1798) Proofs of a Conspiracy Against all the Religions and Governments of Europe, carried on in the secret meetings of Freemasons, Illuminati and Reading Societies. Robison, John. 4th ed. New York, G. Forman.
- (1797) Mémoires pour servir à l'Histoire du Jacobinisme. Barruel, Augustin.
  - (1798) Memoirs, Illustrating the History of Jacobinism. Barruel, Abbé. Translated into English by the Hon. Robert Clifford, London.[14]

### XIX век
- (1800) Ueber geheime Gesellschaften und deren Gefährlichkeit für Staat und Religion. Robison, Joh. Königslutter, bei B. Gulemann.
- (1802) Proof of the Illuminati. Payson, Seth. Printed in Charlestown.
  - (2003) Proof of the Illuminati. Payson, Seth. Reprinted by Invisible College Press LLC, Arlingotn, Virginia. ISBN 1-931468-14-1.

### XXI век
- (2014) Proofs of a Conspiracy Against all the Religions and Governments of Europe, carried on in the secret meetings of Freemasons, Illuminati and Reading Societies. Robison, John. Annotated 5th ed. with foreword by Alex Kurtagic, The Palingenesis Project, Wermod & Wermod Publishing Group, ISBN 978-1-909606-03-6.
- (2015) The Secret School of Wisdom: The Authentic Ritual and Doctrines of the Illuminati, ed. by Josef Wäges and Reinhard Markner, Lewis Masonic, London, ISBN 978-0-85318-493-5.